# Саръймоин
Саръймоин (на казахски: Сарымойын; на руски: Сарымоин) е горчиво-солено езеро в северната част на Казахстан (централната част на Костанайска област).
Езерото Саръймоин заема дъното на обширна котловина, на 113 m н.в. в централната част на Тургайската падина. Дължина от север на юг 21,4 km, ширина до 6,2 km, максимална площ 126 km², дълбочина до 1,2 m. Северните и западните му брегове са силно разчленени. Площта, нивото и дълбочината му значително се колебаят през годината. През пролетта, но не всяка година става единен водоем, а през лятото се разпада на отделни водни басейни (Жаркол, Жарман, Голям Аксуат, Шашкакол и др.) без връзка помежду им. Има предимно снежно подхранване. Северозападно от езерото е разположен районният център село Докучаевка.